# 趙汝濂
趙汝濂（1495年—1569年），字敦夫，號雪屏，雲南大理府太和縣人，明朝政治人物。

## 生平
嘉靖元年（1522年）壬午科雲貴鄉試第三名舉人，嘉靖十一年（1532年）壬辰科會試二百二名，廷試三甲一百二十七名進士。。选翰林院庶吉士。嘉靖十四年（1535年）改授吏部考功司主事。嘉靖十五年（1536年）调吏部文选司主事。嘉靖十九年（1540年）升考功司郎中。嘉靖二十三年（1544年）由尚寶司卿转太常寺少卿，再转通政司右通政。嘉靖二十六年（1547年）迁太仆寺卿。不久，升都察院右副都御史，协掌院事。嘉靖三十三年（1554年）以原职致仕。隆庆三年（1569年）卒于家。年七十五。

## 家族
行一，曾祖趙均；祖趙平，贈應天府推官；父趙儀，知州；母叚氏（封安人）。永感下，妻兆氏，繼妻王氏；弟汝洛。

## 延伸阅读
- 正奉大夫正治卿南京都察院右副都御史雪屏趙公墓誌銘